# Heinrich Rybisch

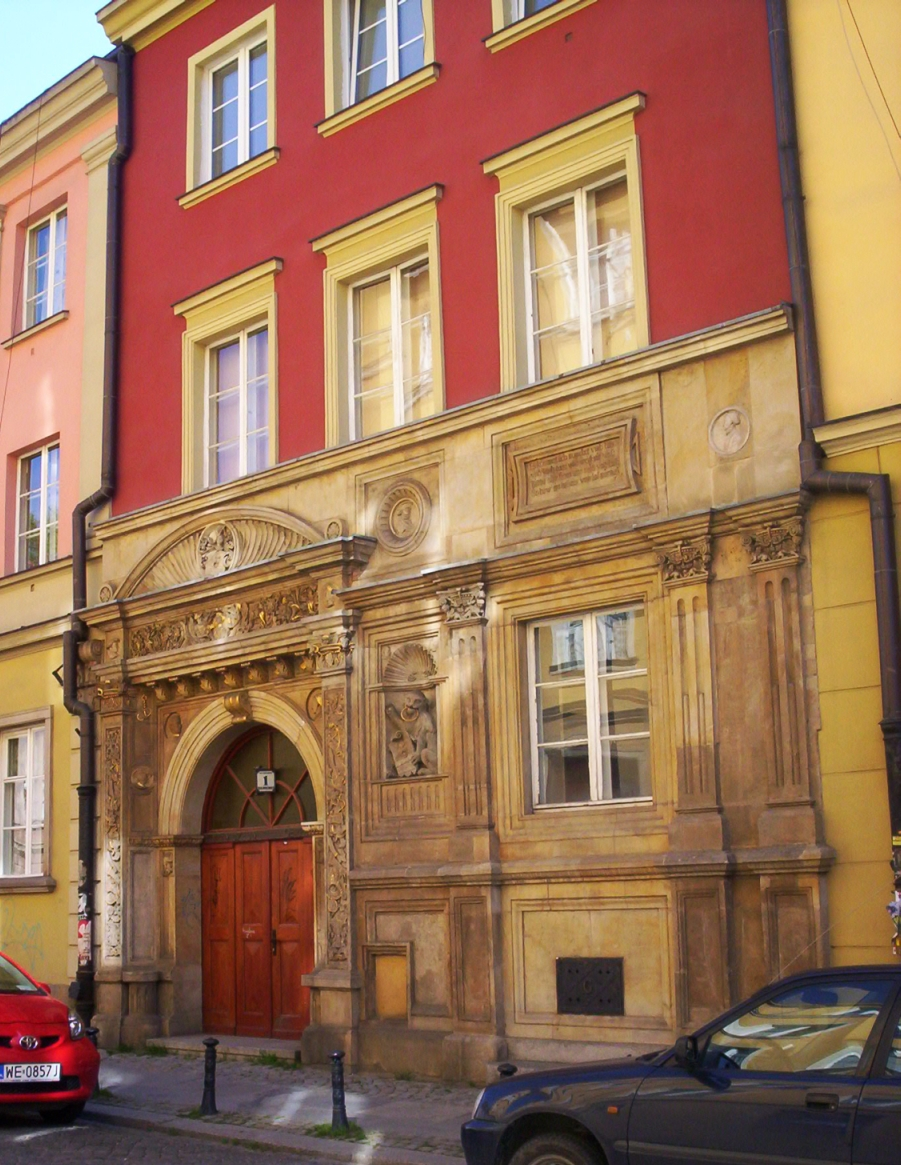
Kamienica Heinricha Rybischa

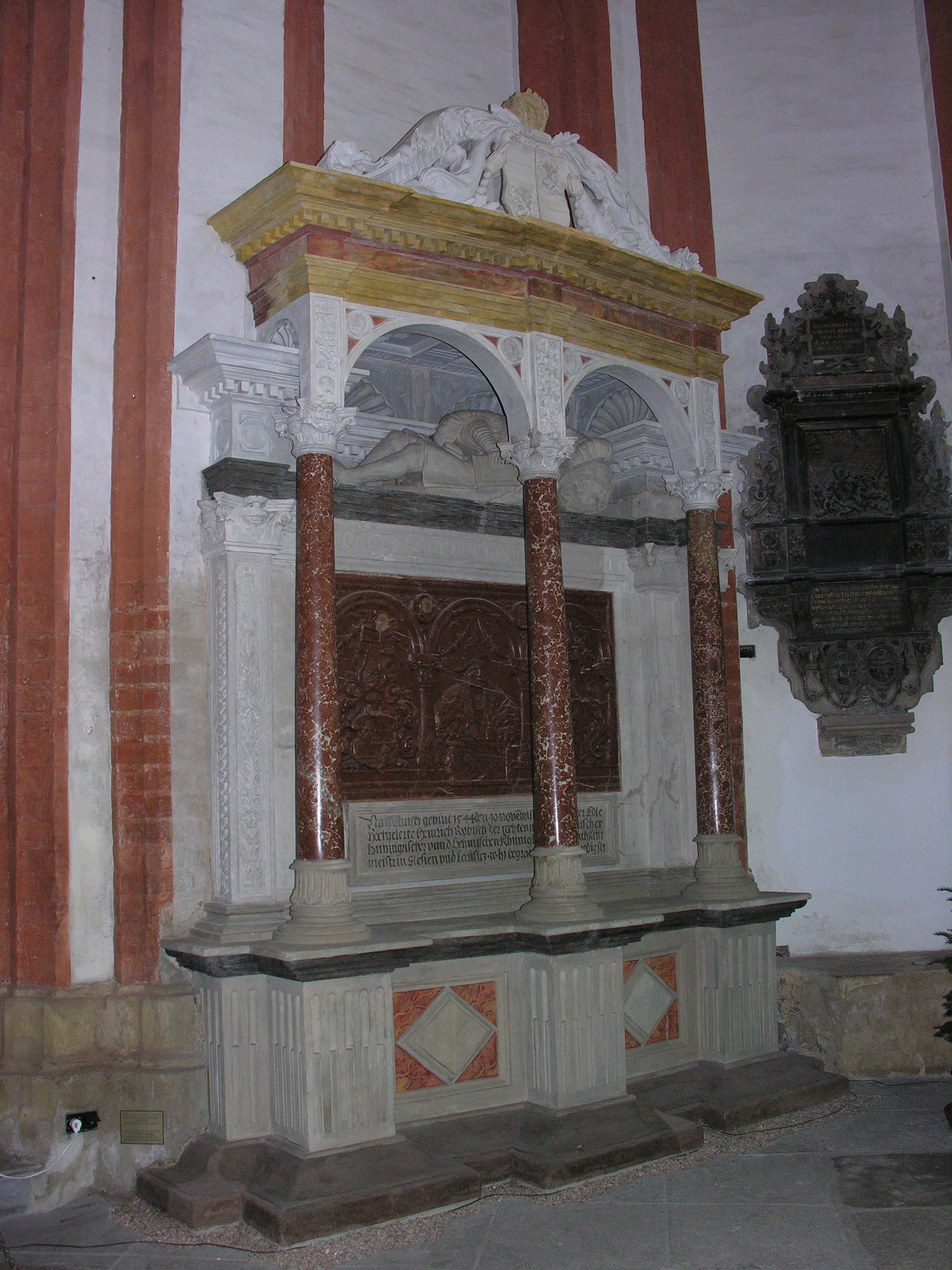
Nagrobek Heinricha Rybischa w bazylice św. Elżbiety

Heinrich (von) Rybisch (ur. 24 marca 1485, zm. 10 listopada 1544) – szesnastowieczny radny miasta Wrocławia (jego rodzina przybyła tu z Saksonii). Reprezentował m.in. patrycjat Wrocławia na ślubie Zygmunta Starego z Boną Sforzą w 1518. Jako protestant sprzeciwiał się silnym wciąż w XVI wieku wpływom katolickim we Wrocławiu. 

## Życiorys
Heinrich urodził się w Budingen (Hesja, Niemcy). Był jednym z trojga dzieci zamożnego kamieniarza Siegfrieda Rybischa (brak informacji o matce oraz rodzeństwie, poza ich płcią. Posiadał brata oraz siostrę). Pierwotnie zakładano, że rodzina Rybischów nie należała do zamożnej części mieszczan. Jednak ilość sygnatur kamieniarskich, jakie pozostawił po sobie Siegfried oraz jakość budowli na jakich się znajdowały, świadczy, iż był on znakomicie dobrym i docenianym rzemieślnikiem (pracował między innymi nad Kościołem Mariackim w Budingen oraz Kościołem Mariackim w Hanau). Finanse oraz poszanowanie jego ojca umożliwiły mu otrzymanie dobrego wykształcenia. Pierwotnie uczył się w rodzinnym mieście pod protekcją szlachcica Ludwiga von Ysenburg-Budingena. W wieku szesnastu lat, Heinrich wpisany został na listę studentów semestru zimowego, na uniwersytecie lipskim. Studiował prawo, jednak porzucił ten kierunek na rzecz swoich pasji jakimi były filozofia oraz sztuka. Studia ukończył 25 stycznia 1507 roku z tytułem Magister Artium. 
W roku 1522 rada miejska nakazała bernardynom opuszczenie miasta (rezydowali oni w obecnym Muzeum Architektury). Od decyzji tej odwołali się oni do Ludwika Jagiellończyka, króla Czech i Węgier, monarchy panującego wówczas nad Śląskiem. Interesów protestanckiego patrycjatu miejskiego miał bronić w Pradze Heinrich von Rybisch, który w tym celu udał się na Hradczany. Tamtejsza rada królewska jednak, w większości katolicka, poleciła płatnemu zabójcy usunąć Rybischa. Ten uratował się ostrzeżony przez jednego z protestanckich dworzan praskich, który nie chcąc z obawy o życie łamać tajemnicy rady królewskiej, poinformował – wedle przekazów – o zamierzonym zabójstwie nie Rybischa osobiście, a jedynie mówiąc do jednego z kamiennych posągów na moście Karola w chwili, kiedy Rybisch przechodził obok. Po tej przestrodze Rybisch niezwłocznie umknął z powrotem do Wrocławia, przebrany za kobietę. 
Podaje się także jako prawdopodobne, że trzy lata później Heinrich von Rybisch pokonał w grze w kości mistrza zakonu krzyżowców z czerwoną gwiazdą Erharda Scultetusa i w ten sposób 6 kwietnia 1525 obecny kościół garnizonowy św. Elżbiety przeszedł w ręce protestanckie.
W roku 1529 był on także pomysłodawcą likwidacji ufundowanego w XII wieku przez Piotra Włostowica opactwa św. Wincentego w podwrocławskim Ołbinie, na którego miejscu później powstał kościół św. Michała Archanioła (jednocześnie jednak – „dla równowagi” – rozebrano znajdujący się w pobliżu przejęty przez protestantów kilka lat wcześniej – w 1523 – kościół św. Hieronima, na którego miejscu dziś stoi Kościół Opieki św. Józefa, d. 11 Tysięcy Dziewic). Pretekstem do tych działań było zagrożenie osmańskie po zwycięskiej dla sułtana Sulejmana Wspaniałego bitwie pod Mohaczem w sierpniu 1526 i potrzeba wzmocnienia fortyfikacji, likwidacji możliwych rejonów ukrycia się armii oblężniczej oraz „oczyszczenia przedpola obrony”. Kamień pozyskany z rozbiórek posłużył do wybrukowania Nowego Targu oraz do budowy domu ich wnioskodawcy – Heinricha Rybischa. Niektóre cenniejsze elementy z rozebranych kościołów ozdobiły domy także innych co znamienitszych mieszczan, a pochodzący z ołbińskiego opactwa romański portal, który już w XVI wieku uznany został za zabytek, wmurowano w południową ścianę kościoła św. Marii Magdaleny, gdzie znajduje się do dziś.
W latach 1525–1536 Hans von Rybisch był także właścicielem miejscowości Javornik (dziś w Czechach) i zamku Jansky Vrch. Jego wystawny tryb życia budził wiele kontrowersji wśród wrocławskich mieszczan, doszło nawet do tego, że wybudowany na jego zamówienie monumentalny nagrobek przy kościele św. Elżbiety, który przeznaczył dla siebie po swojej śmierci, został którejś nocy w 1539 wysmarowany smarem do osi wozów przez nieustalonych sprawców. Nagrobek ten zachował się do dziś.

## Życie rodzinne
Jego aktywna działalność na rzecz miasta, poprzednie referencje oraz niemały majątek zapewniły mu uznanie wśród wrocławskich patrycjuszy. Uznanie to zwieńczone zostało ślubem z Anną Rindfleisch zawartym latem 1518 roku. Trwające dwadzieścia dwa lata małżeństwo (Anna zmarła w 1540 roku) doczekało się trzech córek oraz dwóch synów (Anna, Maria, Jadwiga, Heimrich Mł oraz Seyfried). Majątek pozwolił mu na zapewnienie odpowiednich małżeństw dla córek, wżeniając się tym samym w znane już lokalne rody (Uthmann von Schmolz. Monau i Nauhart). Dzięki tym małżeństwom udało mu się zakończyć asymilację z miejscowymi rodami oraz ugruntował on swoją pozycję wśród wrocławskiego patrycjatu. Wiosną 1542 roku Heinrich ożenił się ponownie, jego żoną została Katharina von Gelhorn. Drugie małżeństwo doczekała się syna, Gottfrieda.